# لينا لياندرسون
لينا لياندرسون هي ممثلة سويدية-إيرانية ولدت في 27 سبتمبر 1995 في مدينة فالون، السويد.

## النشأة والمسار المهني
لينا لياندرسون وُلدت في فالون، السويد. أبدت اهتمامًا بالأداء منذ سن مبكرة، حيث شاركت في أدوار في العروض المسرحية الهواة، وحضرت دورات دراما، وأدت رقصات الشارع والجاز. إحدى أولى أدوارها كانت في أداء مسرحي هاوٍ، حيث قامت بدور الأم لفتاة مدللة ترغب في شراء جينز جديد.
في عام 2006، شاركت كعضو في لجنة تحكيم في مسابقة الأغاني السويدية "Lilla Melodifestivalen". في نفس العام، تم اختيارها كواحدة من خمسة من بين 500 متقدم للمشاركة في برنامج نيكلوديون لتعلم فنون تقديم البرامج، والذي تم بثه في أكتوبر عام 2006.